# 小行星3562
小行星3562（英語：3562 Ignatius）是一颗围绕太阳公转的小行星。1984年1月8日，J. Wagner在可可尼诺县发现了此天体。
这颗小行星的绝对星等为60.70449669964668等。